# Bahrâ
Les Bahrâ ou Bahra’ (en arabe : بَهْرَاء) sont une tribu arabe qui peuplent la vallée du Moyen Euphrate, autour de la cité commerçante de Resafa, à la fin de l'époque byzantine puis la région de Homs à l'époque islamique. La tribu se convertit d'abord au christianisme et fait partie de la confédération des Ghassanides, alliée des Byzantins à la fin du VIe siècle. Les Bahrâ ont alors la charge de protéger la cité de Resafa. Au début de l'expansion de l'islam, ils font partie des tribus arabes chrétiennes qui s'allient avec les Byzantins mais face à la défaite de ces derniers, ils se convertissent à l'islam dès lors que la Syrie devient une province du califat rachidun. Dans les siècles qui suivent, ils continuent de peupler la Syrie centrale, donnant leur nom au massif du Jabâl Bahrâ'. 

## Histoire
Les historiens estiment généralement que les Bahrâ appartiennent à la confédération tribale des Quda'a, dont les origines sont méconnues. Toutefois, certains historiens les rattachant à un groupe tribal yéménite, les Banu Judham. Selon la tradition généalogique arabe, telle que rapportée par Ibn Abd Rabbih, l'ancêtre de la tribu est un certain Bahra' ibn Amr ibn al-Haf ibn Quda’a. Il aurait eu cinq fils, Ahwad, Qaqit, Abada, Qasr et Adi, formant chacun un clan au sein de la tribu. 
L'histoire de la tribu avant les conquêtes musulmanes est méconnue mais elle s'associe à la confédération tribale des Ghassanides, fédérée aux Byzantins dans le désert syrien. Les Bahrâ sont mentionnés dans un poème arabe de l'époque, qui les rattache à la cité de Resafa (ou Sergiopolis), un poste commercial entre la région de Palmyre et la cité de Soura en Mésopotamie. Resafa est notamment connu pour abrité un sanctuaire dédié à Saint Serge, vénéré par les Arabes chrétiens. Le vers en question, rapporté dans le Al-Mufaddaliyyat, il peut se lire ainsi : « Quant aux Bahrâ, leur lieu d'implantation est connu. Il est connu qu'ils sont liés à Resafa ». 
La date de leur conversion au christianisme n'est pas connue mais ils s'allient aux Byzantins à la fin du VIe siècle, dans le cadre d'un foedus. Leur paganisme n'est rapporté par un poème préislamique dans lequel des membres de la tribu se serait moqués de la conversion chrétienne des Banu Taghlib. Selon l'historien Cliffort Edmund Bosworth, ils se seraient convertis vers 580, après les Banu Tanukh et les Banu Taghlib, qui sont leurs voisins dans la région de l'Euphrate. L'historien Irfan Shahid postule que les Bahrâ ont la responsabilité de la protection de Resafa et des routes commerciales environnantes, qui mènent notamment au territoire des Lakhmides, une autre confédération tribale arabe alliée aux Sassanides. Ils doivent protéger leur lieu de pèlerinage et assurer le ravitaillement de la cité. 
Les Bahrâ font partie des Arabes confédérés qui combattent aux côtés des Byzantins lors de la bataille de Mu'tah en 629, lors de laquelle ils repoussent une première incursion musulmane. En 633, ils sont à nouveau mobilisés face à l'expansion musulmane, menée par Khalid ibn al-Walid. Ils sont néanmoins battus, aux côtés d'autres Arabes chrétiens, lors de la bataille de Dumat Al-Djandal au nord de l'Arabie Saoudite. Ils combattent une dernière fois les Musulmans en 634 mais, bientôt, ils sont confrontés à la défaite byzantine en Syrie, notamment à la suite de la bataille du Yarmouk, qui livre la région à l'envahisseur. C'est à l'occasion de cette conquête musulmane de la Syrie qu'ils se convertissent à l'islam et se déplacent vers l'ouest et la région de Homs (l'antique Émèse). Le géographe du IXe siècle, Al-Yaqubi, rapporte que les Bahrâ et les Tanukhides dominent la cité de Hama. Au moment de la fondation de l'émirat d'Alep par Sayf al-Dawla au Xe siècle, le lieu d'implantation des Bahrâ se situe dans la région montagneuse proche du littoral entre Lattaquié et Tripoli. C'est à cette période que ce massif, aussi appelé montagnes des Alaouites, prend également le nom de Jabâl Bahrâ'.